# Lliga de la RDA de futbol
La lliga de la República Democràtica Alemanya de futbol va ser la màxima competició futbolística del país. S'inicià l'any 1948. La darrera edició es disputà l'any 1991, amb el nom de Lliga del Nord-est d'Alemanya, després de la reunificació de la RDA amb l'Alemanya Occidental. Els clubs d'aquesta lliga s'integraren en la Bundesliga.

## Historial
Lliga de la República Democràtica Alemanya
- 1948:  SG Planitz (1)
- 1949:  ZSG Union Halle (1)
- 1949-50:  ZSG Horch Zwickau (2)
- 1950-51:  BSG Chemie Leipzig (1)
- 1951-52:  BSG Turbine Halle (2)
- 1952-53:  SG Dynamo Dresden (1)
- 1953-54:  SC Turbine Erfurt (1)
- 1954-55:  SC Turbine Erfurt (2)
- 1955:  SC Wismut Karl-Marx-Stadt[1]
- 1956:  SC Wismut Karl-Marx-Stadt (1)
- 1957:  SC Wismut Karl-Marx-Stadt (2)
- 1958:  ASK Vorwärts Berlin (1)
- 1959:  SC Wismut Karl-Marx-Stadt (3)
- 1960:  ASK Vorwärts Berlin (2)
- 1961-62:  ASK Vorwärts Berlin (3)
- 1962-63:  SC Motor Jena (1)
- 1963-64:  BSG Chemie Leipzig (2)
- 1964-65:  ASK Vorwärts Berlin (4)
- 1965-66:  FC Vorwärts Berlin (5)
- 1966-67:  FC Karl-Marx-Stadt (1)
- 1967-68:  FC Carl-Zeiss Jena (2)
- 1968-69:  FC Vorwärts Berlin (6)
- 1969-70:  FC Carl-Zeiss Jena (3)
- 1970-71:  SG Dynamo Dresden (2)
- 1971-72:  1. FC Magdeburg (1)
- 1972-73:  SG Dynamo Dresden (3)
- 1973-74:  1. FC Magdeburg (2)
- 1974-75:  1. FC Magdeburg (3)
- 1975-76:  SG Dynamo Dresden (4)
- 1976-77:  SG Dynamo Dresden (5)
- 1977-78:  SG Dynamo Dresden (6)
- 1978-79:  Berliner FC Dynamo (1)
- 1979-80:  Berliner FC Dynamo (2)
- 1980-81:  Berliner FC Dynamo (3)
- 1981-82:  Berliner FC Dynamo (4)
- 1982-83:  Berliner FC Dynamo (5)
- 1983-84:  Berliner FC Dynamo (6)
- 1984-85:  Berliner FC Dynamo (7)
- 1985-86:  Berliner FC Dynamo (8)
- 1986-87:  Berliner FC Dynamo (9)
- 1987-88:  Berliner FC Dynamo (10)
- 1988-89:  SG Dynamo Dresden (7)
- 1989-90:  SG Dynamo Dresden (8)

Lliga del Nord-est d'Alemanya (NÖFV Liga)
- 1990-91:  FC Hansa Rostock (1)

## Palmarès
- 10 títols: Berliner FC Dynamo
- 8 títols: SG Dynamo Dresden
- 6 títols: FC Vorwärts Berlin [posteriorment traslladat a Frankfurt/Oder]
- 3 títols: FC Carl-Zeiss Jena [inclosos els títols obtinguts amb el nom de SC Motor Jena]
- 3 títols: 1.FC Magdeburg
- 3 títols: SC Wismut Karl-Marx-Stadt [anteriorment i posterior a la ciutat d'Aue. No inclòs el títol de 1955]
- 2 títols: SC Chemie Halle [inclosos els títols obtinguts amb els noms de Turbine Halle i Union Halle]
- 2 títols: BSG Chemie Leipzig
- 2 títols: ZSG Horch Zwickau [inclosos els títols obtinguts amb el nom de SG Planitz]
- 2 títols: SC Turbine Erfurt
- 1 títol: FC Hansa Rostock
- 1 títol: FC Karl-Marx-Stadt

## Rècords

### Gols marcats
1. Joachim Streich: 229
2. Eberhard Vogel: 188
3. Peter Ducke: 153
4. Henning Frenzel: 152
5. Günter Schröter: 142
6. Hans-Jürgen Kreische: 131
7. Rüdiger Schnuphase: 123
8. Dieter Kühn: 122
9. Bernd Bauchspieß: 120
10. Jürgen Heun: 114

### Partits disputats
1. Eberhard Vogel: 440 (1968-1982)
2. Alois Glaubitz: 428 (1956-1973)
3. Henning Frenzel: 420 (1960-1978)
4. Hans-Jürgen Dörner: 392 (1969-1986)
5. Reinhard Häfner: 391 (1971-1988)
6. Wolfgang Seguin: 380 (1964-1981)
7. Joachim Streich: 378 (1969-1985)
8. Frank Terletzki: 373 (1970-1986)
9. Jürgen Croy: 372 (1965-1981)
10. Holger Erler: 373 (1970-1985)